# Șopotu Nou
Șopotu Nou – wieś w Rumunii, w okręgu Caraș-Severin, w gminie Șopotu Nou. W 2011 roku liczyła 285 mieszkańców. 